# Terry Curran
Edward Terrance „Terry“ Curran (* 20. März 1955 in Kinsley, West Yorkshire) ist ein ehemaliger englischer Fußballspieler. Der offensive Mittelfeldspieler und Stürmer, der zumeist als rechter Flügelspieler zum Einsatz kam, war eine der schillerndsten Figuren der späten 1970er- und frühen 1980er-Jahren im englischen Fußball. Er war bei mehr als einem Dutzend verschiedenen Klubs beschäftigt und machte bei Sheffield Wednesday den nachhaltigsten Eindruck – zeitweise sogar als Sänger.

## Sportlicher Werdegang

### Doncaster Rovers (1973–1975)
Curran wurde in dem kleinen Dorf Kinsley – inmitten des Dreiecks der Fußballhochburgen Leeds, Sheffield und Doncaster gelegen – geboren und in der zuletzt genannten Stadt entdeckten die dort aktiven Doncaster Rovers sein Talent. In der Saison 1973/74 debütierte er für den Viertligisten und obwohl sich die Rovers dort nur in den unteren Tabellenregionen verdingten, boten sie jungen Offensivtalenten, zu den neben Curran noch Peter Kitchen, Mike Elwiss und Brendan O’Callaghan zählten, ein geeignetes Umfeld. In Ermangelung von Defensivqualitäten war die Ausrichtung entsprechend offensiv, wodurch Curran seine Stärken ausprägte, die sich in direkten Eins-gegen-eins-Duellen, Flanken und Torgefährlichkeit zeigten.
Nach dem Debüt, das mit einer 1:5-Niederlage beim FC Gillingham endete, war der Auftritt beim Wiederholungsspiel im FA Cup gegen den FC Liverpool (0:2) vor über 20.000 Zuschauern der Anfang einer längeren Serie, die ihm Trainer Maurice Setters trotz der dürftigen Resultate der Mannschaft gestattete – am Ende wendete der Verein nur aufgrund des erfolgreich beantragten Wiederwahl-Verfahrens („Re-election“) einen drohenden Abstieg ab. In der Saison 1974/75 fehlte Curran nur in zwei von 46 Ligapartien und wenngleich sich das Team nur marginal auf den 17. Platz verbesserte, empfahl sich der dribbelstarke und zunehmend selbstbewusst agierende Curran für höhere Aufgaben. Es folgten noch zwei Ligaspiele und ebenso viele Tore früh in der Saison 1975/76, bevor es ihn im August 1975 zum Zweitligisten Nottingham Forest zog.

### Nottingham Forest (1975–1977)
In Nottingham hatte kurz zuvor Brian Clough das Traineramt übernommen und Curran war eine seiner ersten Transferverpflichtungen. Schnell fand dieser sich in der neuen Umgebung zurecht. Mit John Robertson teilte er sich die Flügelpositionen und in 33 Ligapartien der Saison 1975/76, die auf dem achten Rang endete, schoss er sechs Tore. Mit fünf Toren in den ersten elf Begegnungen der Spielzeit 1976/77 ging es noch vielversprechender weiter, bevor er nach einer schweren Verletzung aus der Partie gegen den FC Burnley seinen Stammplatz verlor. Er fand auch nach seiner Genesung nicht wieder dauerhaft in die Mannschaft zurück, was besonders an Tony Woodcock lag, der ihn mehr als zufriedenstellend vertreten hatte. Mehr oder weniger ohne ihn gelang der Mannschaft der Aufstieg in die höchste englische Spielklasse.
Schnell wurde offensichtlich, dass Curran nicht als Ergänzungsspieler geeignet war und so äußerte er gegenüber Clough seine Emotionslage. Der gleichsam exzentrische Trainer Clough wiederum sah wenig Sinn darin, einen unzufriedenen Spieler in der Reservemannschaft zu parken und nach einer kurzen Leihperiode beim Drittligisten FC Bury wechselte Curran im November 1977 für 50.000 Pfund innerhalb der First Division zum unweit westlich gelegenen Nachbarn Derby County.

### Derby County und FC Southampton (1977–1979)
Auf den ersten Blick schien ihm der Schritt vom Aufsteiger zum englischen Meister 1975 bessere Möglichkeiten zu eröffnen, aber die Zusammenarbeit stellte sich schon bald als Missverständnis heraus. Derbys neuer Trainer Tommy Docherty baute die Mannschaft radikal um und zunächst war Curran eine der wenigen Konstanten. Am Ende der Saison 1977/78, in der der Ex-Klub aus Nottingham sensationell den Meistertitel und den Ligapokal gewann, belegten die „Rams“ einen respektablen zwölften Platz. Trotzdem ließ Docherty Curran bereits im Sommer 1978 weiterziehen und für eine Ablösesumme von 60.000 Pfund heuerte dieser beim Aufsteiger FC Southampton an.
Dass er auch an der englischen Südküste nicht sein dauerhaftes Glück fand, lag wenig an seinen gezeigten Leistungen, die mitverantwortlich dafür waren, dass die „Saints“ am Ende der Saison 1978/79 einen komfortablen Mittelfeldrang belegten und dazu im Ligapokal das Finale erreichten. Dabei hatte er zuvor im Halbfinalrückspiel gegen Leeds United im Anschluss an ein 2:2-Remis das einzige Tor zum 1:0-Sieg erzielt – sein letztlich einziger Treffer für den FC Southampton. Im Endspiel feierte Curran ein Wiedersehen mit Nottingham Forest, verlor das Finale aber mit 2:3. Möglicherweise aufgrund von Heimweh endete Currans Engagement vorzeitig im März 1979 und damit noch vor Saisonende. Dabei überraschte am meisten, dass ihn sein vierter Vereinswechsel binnen dreier Jahre gleich zwei Spielklassen tiefer zu Sheffield Wednesday führte.

### Sheffield Wednesday (1979–1982)
Obwohl nur in der dritten Liga angesiedelt, galt Sheffield Wednesday aber zu dieser Zeit als „schlafener Riese“, der zudem mit Weltmeister Jack Charlton einen namhaften Trainer beschäftigte. Das Team galt als „gut organisiert“ und so fiel Spielern wie Curran die Aufgabe zu, für „Inspiration“ zu sorgen. Dieses Bedürfnis befriedigte der Neuzugang schnell. Besonders ab der Spielzeit 1979/80 entfaltete der Neuzugang sein Spiel, das ihn primär auf dem rechten Flügel sah, ihm aber auch alle Freiheiten im Zentrum bot. Mit 24 Pflichtspieltoren war er maßgeblich daran beteiligt, dass die „Owls“ im Frühjahr 1980 in die zweite Liga aufstiegen. Auch sorgte der Auftritt am zweiten Weihnachtstag 1979 gegen den Lokalrivalen Sheffield United vor fast 50.000 Zuschauern für einen nachhaltigen Eindruck, denn der 4:0-Sieg ging als „Boxing Day Massacre“ in die Vereinsgeschichte ein. Seine Popularität erreichte damit den Höhepunkt und neben dem eigenen Fanclub nahm er eine Coverversion der 1956er Erfolgssongs Singing the Blues auf.
Wie bei vielen extrovertierten Spielerpersönlichkeiten, stand auch Curran häufig am Rande zu kleinen sportlichen Katastrophen. Exemplarisch dafür stand sein Verhalten im September 1980 gegen Oldham Athletic (0:2), das ihm nach einem Tumult mit Simon Stainrod nicht nur eine Hinausstellung einbrachte. Sie sorgte auch dafür, dass die eigenen Fans den Platz stürmten, was wiederum eine empfindliche Strafe für den Verein nach sich zog. Anschließend mehrten sich die Gerüchte, dass Currans Verhältnis zu „Big Jack“ nun immer mehr von Meinungsverschiedenheiten geprägt war und nach einem sicheren Klassenerhalt in der Saison 1980/81 sollte die anschließende Spielzeit 1981/82 die letzte für ihn sein. Obwohl sich Sheffield Wednesday zu einem Aufstiegsaspiranten weiterentwickelte, knüpfte Curran mit nur noch drei Ligatoren selten an die Leistungen aus der Anfangszeit an, wobei er aber nach der Verpflichtung von Gary Bannister auch mehr die Rolle des Vorbereiters über die Außenposition zu spielen hatte. Sein ursprünglicher Vertrag lief nach drei Jahren aus und da Curran selten einem Skandal aus dem Weg ging, wechselte er im August 1982 ausgerechnet zu erbitterten Rivalen Sheffield United in die dritte Liga. Auch die Transfermodalitäten sorgten für Unmut, denn der von Charlton anvisierte Erlös von 250.000 Pfund wurde nach einer Entscheidung seitens des Fußballverbands auf 100.000 Pfund reduziert.

### Sheffield United & FC Everton (1982–1985)
Da Curran bei den Anhängern von Sheffield United ebenso gehasst wie er von den Wednesday-Fans als Held verehrt wurde, stand sein Engagement bei den „Blades“ von Beginn an unter einem schlechten Stern. Die pessimistischen Stimmen wurden dann auch schnell bestätigt, denn trotz der prominenten Verstärkung gelang es dem Team nicht, sich von den Mittelfeldrängen abzusetzen, was wiederum Currans Ansprüchen nicht gerecht wurde. Obwohl er mit dem trickreichen Colin Morris und dem torgefährlichen Keith Edwards eine namhafte Offensive bildete, sprang der Funken in der Mannschaft nie dauerhaft über. Als er dann im Dezember 1982 für einen Monat an den Erstligisten FC Everton ausgeliehen wurde, kündigte sich bereits ein vorzeitiger Abschied an. In den sieben Ligaspielen für die „Toffees“ schoss er ein Tor und während dieser Zeit verlor der Verein nur ein Spiel, was bei Trainer Howard Kendall den Wunsch nach einer dauerhaften Verpflichtung weckte – zumal zuvor mit Joe McBride, Alan Ainscow und Alan Irvine gleich drei Spieler auf dieser Position vergeblich ausprobiert worden waren. Da die geforderte Ablösesumme jedoch von Sheffield United nach oben geschraubt wurde, kam es zu keiner Einigung. Curran musste somit vorerst in Sheffield verbleiben, erklärte sich aber nicht bereit, in eine weitere Drittligasaison zu gehen. Der Sommer 1983 entwickelte sich zu einem zähen Ringen mit Interessenten aus der ersten Liga und nach langen Spekulationen – häufig wurde dabei der FC Arsenal genannt – meldete sich im September erneut der FC Everton zu Wort und sicherte sich letztlich die Dienste des begehrten Flügelspielers (etwas überraschend für am Ende „nur“ 90.000 Pfund).
Die Hoffnungen auf einen dauerhaften Stammplatz bei einem Erstligisten bekamen jedoch einen frühen Dämpfer, als sich Curran während seines zweiten Einsatzes gegen West Bromwich Albion (0:0) schwer verletzte. Während seiner Genesungszeit etablierte sich Trevor Steven auf der rechten Flügelposition und auch die linke Seite war mit Kevin Sheedy belegt. So dauerte es lange, bis er in der Saison 1984/85 wieder zum Einsatz kam. Er trug zum Erfolg im Ligapokal aktiv nichts bei, war dann beim 1:0-Halbfinalsieg im FA Cup gegen den FC Southampton kurzzeitig wieder im Team vertreten, blieb aber beim anschließenden 2:0-Finalerfolg gegen den FC Watford erneut außen vor. Auch in der Spielzeit 1985/86 kam Curran über die Rolle des Ergänzungsspielers nicht hinaus. Die „Toffees“ gewannen in diesem Jahr die englische Meisterschaft, aber der mittlerweile 30-Jährige war er in nur acht Partien aufgelaufen – zu wenig für den Erhalt einer offiziellen Medaille. Auch bei den Siegeszügen im Europapokal der Pokalsieger und bis zum Finale im FA Cup feierte er nur in den Partien gegen Ipswich Town und Fortuna Sittard (jeweils im Viertelfinale) ein kurzes Comeback, aber der Eindruck verfestigte sich, dass Curran nicht mehr gebraucht wurde. Daher ermöglichte ihm der FC Everton im Sommer 1985 einen ablösefreien Wechsel zum Zweitligisten Huddersfield Town.

### Die letzten Jahre (1985–1991)
An der Leeds Road in Huddersfield verbrachte Curran ein sportlich zufriedenstellendes Jahr und mit 34 Ligaeinsätzen und sieben Toren verhalf er dem Klub zum Klassenerhalt. Aber nach nur einem Jahr zog es ihn bereits wieder weg und es folgte ein kurzes Intermezzo in Griechenland bei Panionios Athen. Nach seiner baldigen Rückkehr waren zwischen Oktober 1986 und dem Ende der Saison 1987/88 die Zweitligisten Hull City und der AFC Sunderland und nach Ausflügen in den semiprofessionellen Fußball für Matlock Town und Grantham Town die Drittligisten Grimsby Town und FC Chesterfield gleichsam kurze wie wenig erfolgreiche Stationen in Currans ausklingender Profikarriere.
Der letzte Klub, für den Curran noch aktiv spielte, war Goole Town und für den Klub aus der Northern Premier League war Curran dann zwischen 1989 und 1992 als Cheftrainer beschäftigt. Beim AFC Mossley arbeitete er danach gerade einmal fünf Wochen. Danach begann er den Fokus mehr auf die Jugendausbildung zu legen und trat dabei unter anderem eine Stelle in der Akademie von Rotherham United an. Eine mögliche neue Beschäftigung als Cheftrainer schloss er jedoch nie aus und sein Name wird bis zum heutigen Tage vor allem immer dann als einer der ersten genannt, wenn bei Sheffield Wednesday ein neuer Trainer gesucht wird.